# Mount Beevor
Mount Beevor är ett berg i Australien. Det ligger i regionen Murray Bridge och delstaten South Australia, omkring 40 kilometer öster om delstatshuvudstaden Adelaide. Toppen på Mount Beevor är 493 meter över havet, eller 31 meter över den omgivande terrängen. Bredden vid basen är 1,2 km.
Närmaste större samhälle är Nairne, omkring 16 kilometer sydväst om Mount Beevor. 
Trakten runt Mount Beevor består till största delen av jordbruksmark. Runt Mount Beevor är det mycket glesbefolkat, med 5 invånare per kvadratkilometer. Genomsnittlig årsnederbörd är 419 millimeter. Den regnigaste månaden är juli, med i genomsnitt 68 mm nederbörd, och den torraste är december, med 8 mm nederbörd.